# عاشق (فیلم ۱۳۸۵)
عاشق فیلمی به کارگردانی افشین شرکت و تهیه کننده حبیب اسماعیلی محصول سال ۱۳۸۵ است. این فیلم مشابه فیلم اشک‌ها و لبخندها است.

## داستان
گوگو (هانیه توسلی) در خانواده فقیری زندگی می‌کند و از راه دزدی روزگار خود را می گذراند. او روزی با دزدیدن کیف یک زن، متوجه نامه استخدامی برای پرستاری از چند بچه می‌شود و تصمیم می‌گیرد به هوای دزدی، به جای پرستار وارد خانه شود ...

## بازیگران
- هانیه توسلی
- ایرج نوذری
- شمسی فضل الهی
- مهری ودادیان
- روژان آریامنش
- مونا فرجاد
- ترلان پروانه